# 745 Mauritia
745 Mauritia è un asteroide della fascia principale. Scoperto nel 1913, presenta un'orbita caratterizzata da un semiasse maggiore pari a 3,2604931 UA e da un'eccentricità di 0,0411624, inclinata di 13,35698° rispetto all'eclittica.
Il suo nome è in onore di San Maurizio, patrono della chiesa di Wiesbaden, in Germania, patria dello scopritore.